# Cytaea sinuata
Cytaea sinuata là một loài nhện trong họ Salticidae.
Loài này thuộc chi Cytaea. Cytaea sinuata được Carl Ludwig Doleschall miêu tả năm 1859.